# Oblast Minsk
De oblast Minsk (Wit-Russisch: Мі́нская во́бласць, Minskaja voblaść, IPA: ['mʲinskaja 'vobɫasʲtsʲ]; Russisch: Минская о́бласть, Minskaja Oblast) is een provincie in Wit-Rusland met de stad Minsk als bestuurlijk centrum. De Wit-Russische hoofdstad Minsk is echter een aparte bestuurlijke eenheid en staat in die zin los van de oblast.
De oblast Minsk had in 2004 naar schatting 1.474.100 inwoners en omvat een gebied van 40.200 km², ongeveer 19,4% van het totaal van het land.
De grootste steden in de oblast zijn:
- Barysaw (150.400 inwoners)
- Salihorsk (101.400)
- Maladzetsjna (98.400)
- Sloetsk (62.300)
- Zjodzina (60.800)
- Vilejka (30.000)

## Demografie
Op 1 januari 2017 telt de oblast 1.422.992 inwoners. Het geboortecijfer is laag en bedraagt 11,5‰ in 2017, terwijl het nog 13,1‰ in 2016 was. Het sterftecijfer bedroeg 14,0‰ in 2017, geen verschil vergeleken met 2016. De natuurlijke bevolkingsgroei is negatief en bedraagt −2,5‰ in 2017, terwijl het een jaar eerder nog −0,9‰ bedroeg.
Brest · Homel · Grodno · Mogiljov · Minsk · Vitebsk · Gorod Minsk